# Chiesa di Sant'Agata (Feltre)
La chiesa di Sant'Agata è la parrocchiale di Vellai, frazione di Feltre (BL).

## Storia
Si sa che la primitiva chiesa di Vellai venne visitata dal vescovo di Feltre Giacomo Rovellio nel 1588, e dobbiamo a lui le uniche informazioni che ci rimangono riguardo all'aspetto della struttura: la facciata era rivolta a ponente, l'altare era posto sotto una cappella a volta, dipinta, e sulla quale si trovava un'icona, di cui tuttavia non conosciamo il soggetto; nel complesso, la struttura doveva apparire sobria e semplice. Gli unici elementi che oggi la testimoniano sono l'acquasantiera, datata 1612, la pavimentazione a scacchi rossi e bianchi all'interno della sagrestia e i muri perimetrali esterni di quest'ultima, che danno un'idea dell'orientamento del vecchio edificio. 
L'attuale parrocchiale fu edificata nel 1857 e consacrata nel 1874 dal vescovo di Belluno e Feltre Salvatore Giovanni Battista Bolognesi.

## Descrizione
L'esterno dell'edificio che si può ammirare tuttora è molto semplice: la facciata, alta 16,70 metri, è a capanna e decorata con intonaco bianco; il resto dei muri perimetrali è tipicamente di stile alpino, con sassi a vista e calcestruzzo. Il campanile è alto 29,10 metri e riprende stilisticamente l'esterno della chiesa, con alla base uno zoccolo di pietre squadrate e una semplice canna di sassi. Nonostante all'inizio fosse prevista la costruzione di un tetto a cuspide, alla fine si rinunciò all'idea, poiché troppo dispendiosa. Anche l'interno è molto sobrio, e consta di un'unica navata, in cui, presso la metà, vi sono due pregevoli statue lignee raffiguranti Gesù Cristo e la Madonna. Nell'abside si trovano due pale d'altare: una raffigurante la Madonna in trono, la patrona Sant'Agata e la compatrona Santa Lucia, l'altra San Giovanni Battista, realizzata da Carlotta Rossi Cesari nel XIX secolo, e riprendente un particolare di un dipinto di Palma il Vecchio. L'organo, installato nel coro della chiesa, venne posizionato in loco nel 1891, ad opera della ditta dei fratelli Giacobbi di Bassano del Grappa. Esso venne restaurato nel 1973, con la sostituzione del mantice a innesco umano con uno elettrificato.